# Aurelio Rodríguez-Vicente Carretero
Aurelio Rodríguez-Vicente Carretero fou un escultor castellà, nascut a Medina de Rioseco (província de Valladolid) el 1863, i mort a Madrid el 1917.
Va iniciar el 1878 els seus estudis a la Reial Acadèmia de Belles Arts de la Puríssima Concepció de Valladolid i a continuació va ingressar a l'Acadèmia de San Fernando a Madrid. Anteriorment al seu trasllat a Madrid li va ser concedida una beca de l'Ajuntament de Valladolid per prosseguir els seus estudis a la ciutat de Roma. 
Aconseguí menció honorífica a l'Exposició Nacional de 1895, tercera medalla en les de 1897 (amb Laments, actualment al Museu del Prado) i 1904 i segona medalla en les de 1901 i 1906.
Va viure durant un temps a l'Argentina, on va treballar en un diari, encara que el 1893 tornà a Madrid, ciutat on va morir.
Entre les seves obres destaquen les realitzades per a la ciutat de Valladolid: el monument al Comte Ansúrez a la Plaça Major, el monument a José Zorrilla a la plaça del mateix nom, el bust de Miguel Íscar al Parc del Campo Grande i la làpida a Emilio Ferrari, també a Valladolid.
Altres obres seves són el Monument als Herois del Moclín a la seva localitat natal, el Monument a Campoamor acabat el 1913, situat a Navia, i el Monument a Isabel la Catòlica a Medina del Campo.